# Mollösund
Mollösund est une localité de Suède située dans la commune d'Orust du comté de Västra Götaland. Elle couvre une superficie de 0,36 km2. En 2010, elle compte 236 habitants.